# 顯佑尊侯
顯佑尊侯，原名趙普，陳州總兵，稱陳欽差，又稱趙元帥
誕生於北宋天祐戊辰三年六月二十七日(西元1088年)
成道於南宋紹興巳卯二十九年八月二十七日(西元1159年)
敕封—顯佑尊侯。壽享七十二歲